# Episodi di Fiabe ungheresi (terza stagione)
La terza stagione di Fiabe ungheresi è stata prodotta nel 1984 e trasmessa da Magyar Televízió dal 20 agosto al 10 novembre 1985. In Italia è stata trasmessa da Rai Tre nel 2005.
| n° | Titolo originale                                    | Titolo italiano    | Prima TV Ungheria | Prima TV Italia |
| -- | --------------------------------------------------- | ------------------ | ----------------- | --------------- |
| 1  | Holló Jankó                                         | Gianni corvo       | 20 agosto 1985    | 2005            |
| 2  | A tű, a kutya, a rák, a tojás és a kakas vándorútja |                    | 25 agosto 1985    | 2005            |
| 3  | Előbb a tánc azután a lakoma                        |                    | 1º settembre 1985 | 2005            |
| 4  | Ábelesz-kóbelesz                                    |                    | 8 settembre 1985  | 2005            |
| 5  | A szegény ember szőlője                             |                    | 15 settembre 1985 | 2005            |
| 6  | A székely asszony és az ördög                       |                    | 22 settembre 1985 | 2005            |
| 7  | A mindent járó malmocska                            |                    | 29 settembre 1985 | 2005            |
| 8  | Diódénes                                            |                    | 6 ottobre 1985    | 2005            |
| 9  | Pinkó                                               |                    | 13 ottobre 1985   | 2005            |
| 10 | A sündisznó                                         |                    | 20 ottobre 1985   | 2005            |
| 11 | A szorgalmas és a rest leány                        |                    | 27 ottobre 1985   | 2005            |
| 12 | A csillagász, a lopó, a vadász meg a szabó          | I quattro fratelli | 3 novembre 1985   | 2005            |
| 13 | A talléros kalap                                    |                    | 10 novembre 1985  | 2005            |